# Prezviter Kozma
Prezviter Kozma (bug. Презвитер Козма) bio je srednjovekovni bugarski pisac i sveštenik, najpoznatiji po svom spisu Beseda na jeres, usmerenom protiv bogumila, koji se obično datira u 10. vek. Taj je spis važan izvor informacija za nastanak bogumilstva u Bugarskoj, ali i uopšte za srednjovekovno bugarsko društvo.

## Literatura
- Curta, Florin (2006). Southeastern Europe in the Middle Ages, 500–1250. Cambridge: Cambridge University Press. ISBN 978-0-521-81539-0.
- Eteriano, Hugh; Janet Hamilton, Sarah Hamilton, Bernard Hamilton (2004). Contra Patarenos. BRILL. ISBN 978-90-04-14000-4.
- Kazhdan, Alexander (1991). Oxford Dictionary of Byzantium. Oxford University Press. ISBN 978-0-19-504652-6.
- Loos, Milan (1974). Dualist heresy in the Middle Ages. 10. Springer. ISBN 978-90-247-1673-9.
- Obolensky, Dimitri (2004). The Bogomils: A Study in Balkan Neo-Manichaeism. Cambridge: Cambridge University Press. ISBN 978-0-521-60763-6.
- Peters, Edward (1980). Heresy and authority in medieval Europe: documents in translation. University of Pennsylvania Press. ISBN 978-0-8122-1103-0.
- Sampimon, Janette; Sara van Halsema (2005). „Cosmas Presbyter. Homily Against the Bogumils. Operational Edition” (PDF). Ohio State University. Архивирано из оригинала (PDF) 15. 07. 2007. г. Приступљено 1. 12. 2010.
- Strayer, Joseph Reese (1992). The Albigensian Crusades. University of Michigan Press. ISBN 978-0-472-06476-2.
- Андреев, Йордан; Лазаров, Иван; Павлов, Пламен (1999). Кой кой е в средновековна България [Who is Who in Medieval Bulgaria] (на језику: Bulgarian). Петър Берон. ISBN 978-954-402-047-7.